# Stefan Brijs

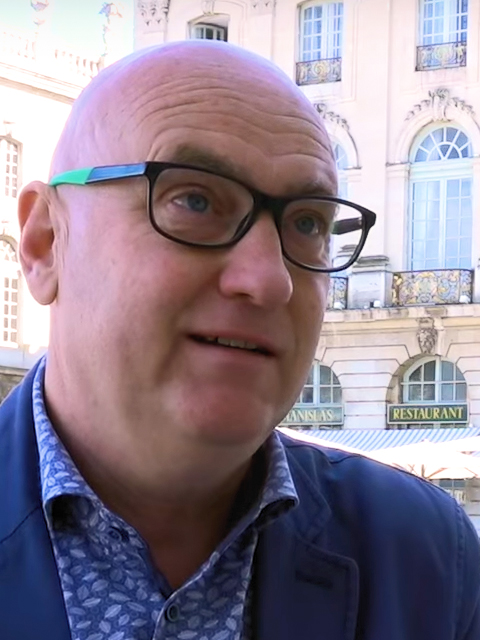
Stefan Brijs (2018)

Stefan Brijs (geboren am 29. Dezember 1969 in Genk, Belgien) ist ein flämischer Schriftsteller.

## Leben und Werk
Stefan Brijs wurde 1969 in der Stadt Genk in der belgischen Provinz Limburg geboren und ging dort auch zur Schule. 1990 legte er sein Examen für Lehramt ab und begann seine Arbeit als Lehrer an seiner ehemaligen Schule, das Sint-Jozefinstituut im Ortsteil Bokrijk. Seit 1997 schreibt er Romane, Essays sowie Artikel und Rezensionen unter anderem für die belgischen Tageszeitungen De Morgen und De Standaard. Seit 1999 ist er nur noch als Schriftsteller tätig. 2003 zog er nach Koningshooikt, einem Dorf in der Gemeinde Lier in der Provinz Antwerpen.
1997 erschien mit De verwording sein erster Roman, der als magisch-realistisch beschrieben wurde. Nach diesem Debüt besuchte Brijs flämische Friedhöfe, um die Grabstätten seiner literarischen Vorgänger zu besuchen, darunter Gustaaf Vermeersch, Richard Minne, Maurice Gilliams und Karel van de Woestijne. Seine Erfahrungen dabei beschrieb er in dem Essay De vergeethoek, das 1998 erschien. Er wurde danach in De vergeethoek, einer Serie von literarischen Porträts über vergessene flämische Schriftsteller, aufgenommen.
2000 erschien Arend, ein Roman über einen entstellten Jungen, der sich selbst sucht, um seine Lage zu verstehen und zu lieben. Im Sommer 2001 erschien Villa Keetje Tippel, das für Aufsehen sorgte. Diese Monographie erzählt die Geschichte der Schriftstellerin Neel Doff und ihre mittlerweile völlig verfallenen Villa in Genk, das sie von 1908 bis 1939 jeden Sommer besuchte und die sie für mehrere Werke inspirierte. Im Winter 2001 erschien Twee levens, eine Weihnachtsgeschichte. Als nächster Roman erschien im Oktober 2005 De engelenmaker, der mit mehreren Preisen ausgezeichnet und in 13 Sprachen übersetzt wurde.
Im Oktober 2006 erschien im Auftrag der Stadt Turnhout und des Kulturzentrums De Warande das Buch Korrels in Gods grote zandbak, eine Sammlung von Essays über die Autoren von Turnhout wie Renier Snieders, Eugeen Edward Stroobant, Jozef Simons und Ward Hermans.
2011 erschien der Kriegsroman Post voor mevrouw Bromley und 2015 veröffentlichte Brijs den Roman Maan en Zon, der auf der Insel Curaçao spielt.

## Ehrungen
- für Der Engelmacher
  - Euregio-Schüler-Literaturpreis, 2011
  - Nominierung zum Libris-Literaturpreis
  - Nominierung zum AKO-Literaturpreis
  - Nominierung zur Gouden Uil; er gewann den Publikumspreis dieses Literaturpreises

## Werke
- De verwording, 1997
- Kruistochten, 1998
- Arend, 2000
- Villa Keetje Tippel, 2001
- Twee levens, 2001
- De engelenmaker, 2005
  - Der Engelmacher, btb Verlag, München 2007, ISBN 978-3-442-74838-9
- Korrels in Gods grote zandbak, 2006
- Post voor mevrouw Bromley, 2011
  - Post für Mrs. Bromley, btb Verlag, München 2014, ISBN 978-3-442-75388-8
- Maan en Zon, 2015
  - Taxi Curaçao, btb Verlag, München 2016, ISBN 978-3-442-71472-8